# Toby z Monachium
Toby z Monachium, niem. Toby aus München, właśc. Tobias Thalhammer (ur. 7 sierpnia 1979 w Schwandorf) – niemiecki polityk, wokalista muzyki disco polo.

## Życiorys
W młodości był piłkarzem drużyny juniorów Bayern Monachium. Jest właścicielem i prezesem Zarządu Agencji Koncertowo-Promocyjnej. W 2003 r. jego firma weszła na rynek polski. W latach 2008–2013 był członkiem Landtagu Bawarii z ramienia Wolnej Partii Demokratycznej. W kwietniu 2018 roku wstąpił do Unii Chrześcijańsko-Społecznej.

### Kariera muzyczna
Mimo że jest Niemcem, wykonuje rdzennie polską muzykę disco polo. Nazwy płyt, a także tytuły i teksty niektórych piosenek wskazują na szczególne przywiązanie artysty do Śląska. 
Karierę muzyczną rozpoczął w 2009 r. nagranym wspólnie z Zespołem Proskauer Echo utworem pt. Tynsknota za Slunskiem, śpiewanym w gwarze śląskiej. Piosenka przez wiele tygodni była na pierwszym miejscu listy przebojów TVS, zajęła też 3 miejsce jako radiowy hit roku Szlaglisty Radia Silesia. 
22 września 2017 roku wydał swój debiutancki album pt. Zakochany w Śląsku. Znalazły się na nim utwory śpiewane po polsku i niemiecku, a także śpiewany w gwarze śląskiej przebój Tynskonta za Slunskiem. 25 stycznia 2019 r. ukazała się druga płyta artysty pt. Ukochany Śląsk, na której znalazły się piosenki w języku polskim i niemieckim. Kompozytorem jego utworów jest Willy Werdenfel, a autorką tekstów Aleksandra Gawliczek. Oprócz autorskich utworów, wykonuje covery popularnych piosenek disco polo, takich jak Jesteś szalona czy Biały miś, a także polskojęzyczne wersje przebojów niemieckich.
Sam siebie określa przede wszystkim jako muzyka festiwalowego i showmana. Odbył trzy trasy koncertowe na terenie Polski i Niemiec. Podczas trasy koncertowej Czerwone róże z lat 2020-2021 odwiedził miejscowości na Śląsku: Chorzów, Czerwionkę-Leszczyny, Kuźnię Raciborską, Piekary Śląskie i Zdzieszowice, a także Bydgoszcz i Starogard Gdański.
Przez rok prowadził fragment audycji Szlagierowa Biesiada w TVS, w którym prezentował niemieckich wykonawców muzyki disco.

## Dyskografia
- Zakochany w Śląsku (2017, Almara Records)
- Ukochany Śląsk (2019)[2][10]